# Athlītikī Enōsī Koukliōn
L'Athlītikī Enōsī Koukliōn (in greco Αθλητική Ένωση Κουκλιών, cioè Unione Atletica Kouklion), nota semplicemente come AEK Koukliōn, è stata una società calcistica cipriota con sede a Kouklia nel Distretto di Pafo.

## Storia
Fondato nel 1968, nel 2014 la squadra si è fusa insieme all'AEP Paphos andando a formare il Pafos FC.

## Palmarès

### Competizioni nazionali
- Terza Divisione: 1

2011-2012

### Altri piazzamenti
- B' Katīgoria:

Secondo posto: 2012-2013